# 片岡直方

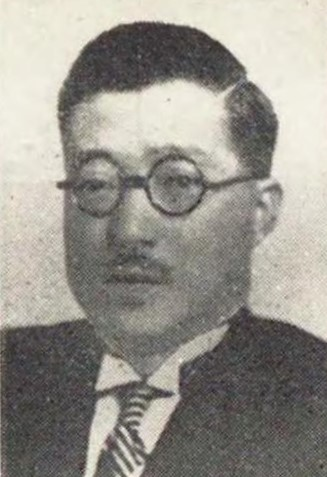
片岡直方

片岡 直方（かたおか なおまさ、1882年（明治15年）9月26日 - 1949年（昭和24年）3月21日）は、大正から昭和期の実業家、政治家。貴族院勅選議員。

## 経歴
東京府神田駿河台（現：東京都千代田区）で海軍主計官・片岡直輝の長男として生まれる。1893年（明治26年）父の大阪府書記官就任に伴い大阪に移住。大阪府第一中学校、第七高等学校造士館を卒業。東京帝国大学法科大学に入学したが、京都帝国大学法科大学に転じ、1910年（明治43年）7月、同大学を卒業した。
卒業後、父が役員を務めていた阪堺電気軌道に入社し、一社員として現場での働きを経験して庶務課長に昇進。3年ほど務め、今後の経営者としての働きのため金融の経験が不可欠と考え、近江銀行に転じた。仮雇から始めて営業部長代理まで昇進した。1917年（大正6年）7月31日、大阪瓦斯に転じ副社長に就任。
1925年（大正14年）2月、大阪瓦斯の全株式34万株のうち約18万株を保有していたブレディー財団（ニューヨーク）が突如、全ての株式を売却することを決定し、数日の内に700万円の支払いがなければ株式を大阪瓦斯以外に売却すると通告してきた。そのため片岡を中心に善後策を検討し、大阪瓦斯の監査役・野村元五郎を通じて野村合名会社に資金援助を求めて承諾を取り付け、緊急を要する資金の支払いについては横浜正金銀行大阪支店長・水津弥吉の独断による全面的な協力により同行のニューヨーク支店保有の資金を借り受けて株式の確保に成功した。
1925年7月、大阪瓦斯専務取締役会長に就任。その他、堺瓦斯社長、大阪電気軌道取締役、阪神電気鉄道取締役、参宮急行電鉄取締役、関西急行電鉄取締役、帝国コークス相談役、帝国瓦斯協会会長、大阪商工会議所顧問、近畿日本鉄道相談役、日本興業銀行参与理事、瓦斯事業委員会委員、甲子園国際庭球倶楽部会長などを務めた。
1946年（昭和21年）5月18日に貴族院勅選議員に任じられ、研究会に所属して活動し1947年（昭和22年）5月2日の貴族院廃止まで在任した。その他、中央経済再建整備委員会委員、国土計画審議会臨時委員を務めた。
また、養魚研究家としても知られていた。偶然の機会からアユの人口養殖を志して研究を進め、さらにその他の淡水魚へ研究を広げ、養魚と農園が不可分の関係があることが分かり、阪急宝塚本線中山駅（現：中山観音駅）近くに中山農園を経営した。1931年（昭和6年）から、皇室に毎年野菜やアユの献上を続けたこともあり、1947年（昭和22年）に昭和天皇が西宮市に行幸（昭和天皇の戦後巡幸に一環）した際には、拝謁を許された。
1949年（昭和24年）3月、兵庫県河辺郡長尾村（現：宝塚市）の自宅で病のため死去した。

## 著作
- 片岡半山『鶏のあくび：欧米漫談』伊藤淳一郎、1929年。
- 片岡半山『鶏のあくび啼後録：欧米漫談』有松政之、1933年。
- 『養魚と農園』有松政之、1933年。
- 『人工孵化に依る鮎稚魚の池中飼育について』有松政之、1938年。

## 親族
- 妻：文子（陸軍少将・土屋可成長女、1908年2月27日結婚）[23]